# Hōlua Cabin
La Hōlua Cabin est une cabane servant de refuge de montagne dans le comté de Maui, à Hawaï, un État américain de l'océan Pacifique. Située à 2 115 mètres d'altitude dans le cratère du Haleakalā, au sein du parc national de Haleakalā, elle a été construite dans le style rustique du National Park Service par le Civilian Conservation Corps en 1937. On l'atteint via le Halemau‘u Trail.